# Щетиніно (Калузька область)
Щетиніно (рос. Щетинино) — присілок в Сухиницькому районі Калузької області Російської Федерації.
Населення становить 0 осіб. Входить до складу муніципального утворення Село Богданові Колодезі.

## Історія
Від 2004 року входить до складу муніципального утворення Село Богданові Колодезі

## Населення
| 2002 | 2010 |
| ---- | ---- |
| 5    | ↘0   |